# Lophocythere
Lophocythere is een geslacht van uitgestorven kreeftachtigen uit de klasse van de Ostracoda (mosselkreeftjes).

## Soorten
- Lophocythere (Fastigatocythere) juglandica (Jones, 1884) Depeche, 1973 †
- Lophocythere batei Malz, 1975 †
- Lophocythere bicarinata (Jones & Sherborn, 1888) Sylvester-Bradley, 1948 †
- Lophocythere bicornua Brand, 1990 †
- Lophocythere bradiana (Jones, 1884) Sylvester-Bradley, 1948 †
- Lophocythere carinalis Masumov, 1971 †
- Lophocythere carinata Blaszyk, 1967 †
- Lophocythere composita Kuznetsova, 1961 †
- Lophocythere cribrosa Masumov & Bykovskaya, 1975 †
- Lophocythere dedalea Masumov, 1975 †
- Lophocythere denticulata Kulshreshtha, Sing & Tehari, 1985 †
- Lophocythere expressa Kuznetsova, 1961 †
- Lophocythere fastigata Brand, 1990 †
- Lophocythere franconica (Triebel, 1951) Permyakova, 1978 †
- Lophocythere fulgurata (Jones & Sherborn, 1888) Bate, 1969 †
- Lophocythere intermedia (Lutze, 1960) Permyakova, 1978 †
- Lophocythere jaisalmerensis Kulshreshtha, Sing & Tehari, 1985 †
- Lophocythere karaisensis Masumov, 1971 †
- Lophocythere ostreata (Jones & Sherborn, 1888) Sylvester-Bradley, 1948 †
- Lophocythere oxfordiana (Lutze, 1960) Permyakova, 1978 †
- Lophocythere primitiva Braun, 1963 †
- Lophocythere propinqua Malz, 1975 †
- Lophocythere scabroides Malz, 1975 †
- Lophocythere senarensis Masumov, 1975 †
- Lophocythere tuarkirensis Masumov, 1975 †